# Atassut
El Sentimiento de la Comunidad o Atassut en groenlandés, es un partido político groenlandés. Es socio del partido político Venstre- Partido Liberal de Dinamarca.

## Ideología
El partido se considera de ideología liberal conservador,agrarismo, conservador liberal, conservador,unionismo groenlandés y posicionado a la centroderecha.
Además el partido apoya que Groenlandia siga siendo una provincia autónoma dentro del Reino de Dinamarca.

## Resultados electorales

### Parlamento de Groenlandia
| Año  | Votos       | %     | Resultado | +/-         | Gobierno  |
| ---- | ----------- | ----- | --------- | ----------- | --------- |
| 1979 | 7.688 (#2)  | 41,69 | 8/21      |             | Oposición |
| 1983 | 11.443 (#1) | 46,64 | 12/26     | 4           | Oposición |
| 1984 | 9.873 (#2)  | 43,77 | 11/25     | 1           | Oposición |
| 1987 | 8.105 (#1)  | 35,04 | 11/26     | Sin cambios | Oposición |
| 1991 | 7.536 (#2)  | 30,11 | 8/27      | 3           | Oposición |
| 1995 | 7.674 (#2)  | 30,09 | 10/31     | 2           | Oposición |
| 1999 | 7.100 (#2)  | 25,22 | 8/31      | 2           | Oposición |
| 2002 | 5.780 (#3)  | 20,42 | 7/31      | 1           | Oposición |
| 2005 | 5.527 (#4)  | 19,10 | 6/31      | 1           | Oposición |
| 2009 | 3.094 (#4)  | 10,90 | 3/31      | 3           | Oposición |
| 2013 | 2.454 (#3)  | 8,10  | 2/31      | 1           | Oposición |
| 2014 | 1.919 (#5)  | 6,57  | 2/31      | Sin cambios | Oposición |
| 2018 | 1.730 (#5)  | 5,90  | 2/31      | Sin cambios | Oposición |
| 2021 | 1.879 (#5)  | 6,90  | 2/31      | Sin cambios | Oposición |

## Elecciones recientes
Para elecciones recientes véase:
- Elecciones generales de Groenlandia de 2025

- Elecciones generales de Dinamarca de 2022